# Сражение при Германикее
Сражение при Германикее (фр. Bataille de Germanicia) — боевые действия, проходившие летом 778 года возле города Германикея во время экспедиции, предпринятой византийским императором Львом IV в Малую Азию с целью вернуть несколько городов, захваченных арабами.

Византийская Малая Азия (Анатолия) и арабо-византийский пограничный регион в 780 году, с провинциями, дорогами и крупными поселениями

Германикея находилась на границе Византийской империи и Аббасидского халифата. В 769 году её жители были обвинены в шпионаже в пользу Византии и переселены в Палестину. В опустевшем городе был расположен арабский гарнизон под командованием Сумамы ибн аль-Валида.
Византийская армия стратига Михаила Лаханодракона, отправленная в Малую Азию, насчитывала от 80 000 до 100 000 человек. Разведчики Сумамы предупредили его о приближении армии противника, но тот отказался их слушать. Таким образом, византийцам удалось окружить укрепленный город и захватить всех пасшихся верблюдов гарнизона.
Дядя халифа, Иса ибн Муса, который также находился в крепости, предложил Лаханодракону дары, чтобы откупиться от осады, и византийцы, хотя и приняли их, стали грабить территорию вокруг города, захватив при этом многих христиан Сирийской православной церкви, считавшихся в глазах греков еретиками.
Выигранное Исой ибн Мусой время позволило Сумаме получить подкрепление отрядов нескольких эмиров. Когда армия Лаханодракона снова подступила Германикее, намереваясь возобновить осаду и, наконец, захватить город, то у её стен была встречена усилившимся арабским войском. Разыгравшаяся битва закончилась поражением арабов, которые отступили, потеряв пять эмиров и от 2000 до 6000 человек.
Всего боевые действия длились меньше недели — по Феофану Исповеднику, они начались в воскресенье, а армия халифата отступила в пятницу.
Битва не оказала существенного влияния на конфликт между Аббасидским халифатом и Византийской империей, поскольку боевые действия продолжились в течение нескольких следующих лет.